# Liffey (Tasmanie)
Pour la ville en Irlande, voir Liffey.
Liffey est un village de Tasmanie, situé à 45 km au sud de Launceston. Il a été nommé par le capitaine William Moriaty. L’attraction locale la plus notable sont les chutes d’eau de Liffey. Les villages proches sont Blackwood Creek et Bracknell.